# Steirodon degeeri
Steirodon degeeri är en insektsart som först beskrevs av Carl Stål 1874.  Steirodon degeeri ingår i släktet Steirodon och familjen vårtbitare. Inga underarter finns listade i Catalogue of Life.